# Tridesmostemon omphalocarpoides
Tridesmostemon omphalocarpoides är en tvåhjärtbladig växtart som beskrevs av Adolf Engler. Tridesmostemon omphalocarpoides ingår i släktet Tridesmostemon och familjen Sapotaceae. Inga underarter finns listade i Catalogue of Life.